# Microphis brachyurus
Microphis brachyurus es una especie de pez de la familia Syngnathidae en el orden de los Syngnathiformes.

## Subespecies
- Microphis brachyurus aculeatus (Kaup, 1856
- Microphis brachyurus brachyurus (Bleeker, 1853
- Microphis brachyurus lineatus (Kaup, 1856
- Microphis brachyurus millepunctatus (Kaup, 1856)